# The Divine Wings of Tragedy
A The Divine Wings of Tragedy az amerikai Symphony X progresszív metal együttes harmadik albuma, mely 1997-ben jelent meg a Zero Corporation kiadó gondozásában.
Az album révén a nemzetközileg is elismert zenekarok táborába léptek. A korongon felerősödtek a progresszív metal hatások, kiváló példa erre a 20 perces címadó dal. A lemez kereskedelmileg is sikereket aratott, csak Japánban több, mint 100 ezer példányt adtak el belőle.
Érdekesség, hogy a címadó dalban részletek hallhatóak Johann Sebastian Bach h-moll miséjéből, valamint Gustav Holst The Planets művéből is. A dal szövegét John Milton Elveszett paradicsom című műve ihlette, melynek 2007-ben egy teljes albumot is szenteltek.

## Számlista
| #  | Cím | Dalszöveg | Zene                            | Hossz |
| -- | --- | --- | ------------------------------- | ----- |
| 1. | Of Sins and Shadows | Thomas Miller | Michael Romeo, Michael Pinnella | 4:58  |
| 2. | Sea of Lies | Russell Allen | Romeo, Miller, Pinnella         | 4:18  |
| 3. | Out of the Ashes | Allen | Romeo, Miller, Pinnella         | 3:39  |
| 4. | The Accolade | Allen | Romeo, Miller, Pinnella         | 9:51  |
| 5. | Pharaoh | Allen | Symphony X                      | 5:30  |
| 6. | The Eyes of Medusa | Miller | Romeo, Miller, Pinnella         | 5:27  |
| 7. | The Witching Hour | Allen, Romeo | Romeo, Pinnella                 | 4:15  |
| 8. | The Divine Wings of Tragedy" - I. "At the Four Corners of the Earth" - II. "In the Room of Thrones" - III. "A Gathering of Angels" - IV. "The Wrath Divine" - V. "The Prophet's Cry" - VI. "Bringer of the Apocalypse" - A. "Eve of Sacrifice" - B. "Armies in the Sky" - C. "Dies Irae" - VII. "Paradise Regained" | Romeo, Miller, Pinnella - Romeo, Pinnella - (instrumental) - Romeo - Romeo, Miller - Romeo - (instrumentális) - Miller | Romeo, Miller, Pinnella         | 20:41 |
| 9. | Candlelight Fantasia | Miller | Romeo, Pinella                  | 6:45  |

## Közreműködők
Zenészek
- Russell Allen – ének
- Michael Romeo – gitár
- Michael Pinnella – billentyűs hangszerek
- Thomas Miller – basszusgitár
- Jason Rullo – dob

Produkció
- Hangmérnök: Steve Evetts és John Abbott
- Keverés: Steve Evetts
- Maszter: Steve Evetts